# Jüngster Tag (Islam)
Der jüngste Tag (arabisch اليوم الآخر, DMG al-yaum al-āḫir), auch „Tag der Auferstehung“ (arabisch يوم القيامة, DMG yaum al-qiyāma), „Tag des Gerichts“ (يوم الدين / yaum ad-dīn) oder „Tag der Abrechnung“ (يوم الحساب / yaum al-ḥisāb) genannt, ist in der islamischen Eschatologie, ähnlich wie bei den anderen abrahamitischen Religionen (siehe Jüngstes Gericht), der finale Tag der Auferstehung und Abrechnung. Der Glaube an den Jüngsten Tag und das Gericht gehören zu den Kernaussagen des Korans. Der Jüngste Tag ist im Islam der Tag, an dem Gott als Richter alle Menschen zur Rechenschaft ziehen wird. Alle Menschen, die je gelebt haben, werden erweckt und vor Gott gerufen. Dies nennt man al-Haschr (arabisch الحشر, DMG al-ḥašr ‚Die Zusammenkunft (der Toten)‘). Dieser Tag wird gemäß Sure 70 aber nicht einen Tag mit 24 Stunden dauern, sondern 50.000 Jahre. 

## Vorkommen im Koran
Das Wort Qiyāma (‚sich erheben, aufstehen‘) mit der Wurzel q-w-m kommt im Koran über siebzigmal vor, immer im Zusammenhang mit yaum al-qiyāma („Tag der Auferstehung“), beispielsweise im ersten, namensgebenden Vers der Sure 75. Der Glaube an den Jüngsten Tag ist einer von sechs Glaubensgrundsätzen des Islams. Im Koran sind die Einheit Gottes und die Verantwortlichkeit der Menschen für ihre Taten am Jüngsten Tag die zwei frühesten und wichtigsten Botschaften, die dem Prophet Mohammed in den frühmekkanischen Suren verkündet wurden. Diese zwei Botschaften sind so untrennbar miteinander verbunden, dass der Koran an zahlreichen Stellen den Glauben an Gott mit dem Glauben an den Jüngsten Tag gleichsetzt. Islamische Werke des ʿIlm al-kalam und der Islamischen Philosophie behandeln die Eschatologie unter dem Stichwort maʿād (معاد ‚Rückkehr‘), ein Wort das so nur ein einziges Mal im Koran vorkommt und häufig auch anstelle von Auferstehung verwendet wird.

### Fundstellen im Koran (Auswahl)
„Lob sei Gott, dem Herrn der Menschen in aller Welt. Dem Barmherzigen und Gnädigen, der am Tag des Gerichts regiert! Dir dienen wir, und dich bitten wir um Hilfe. Führe uns den geraden Weg, den Weg derer, denen du Gnade erwiesen hast, nicht (den Weg) derer, die d(ein)em Zorn verfallen sind und irregehen.“

„Unter den Menschen gibt es auch welche, die sagen: ‚Wir glauben an Gott und den Jüngsten Tag‘, ohne daß sie wirklich gläubig sind. Sie möchten Gott und diejenigen, die glauben, betrügen. Aber sie betrügen (in Wirklichkeit) nur sich selber, ohne sich (dessen) bewußt zu sein.“

## Ereignisse

### Prophetisch angekündigte Vorzeichen
Nach islamischer Vorstellung endet alles Vergängliche mit dem „Jüngsten Tag“. Das Ende des Universums wird durch katastrophale „Vorzeichen“ auf der Erde eingeläutet. Dabei wird weder der exakte Zeitpunkt noch die Ursache dieser Katastrophen genannt. Im Folgenden einige Beispiele:
- Erdbeben (siehe Sure 99),
- die Erde wird ihre Bürden abwerfen,
- der Himmel wird brechen,
- die Gräber werden umgedreht,
- Seen werden ausgegossen,
- die Berge werden wie Wollbüschel davonfliegen,
- die Sonne wird im Westen aufgehen,
- Auftauchen der Dābbat al-Ard.
- Nach einigen Hadithen, treten zudem der Daddschāl und der Mahdi auf. Des Weiteren wird allgemein die Rückkehr von Jesus erwartet. Entweder Jesus oder der Mahdi würden den Daddschal besiegen.

Des Weiteren gibt es Überlieferungen von Vorzeichen, die als „klein“ wahrgenommen werden, also vor dem Einläuten des „Jüngsten Tages“ auftreten werden. Im Folgenden einige Beispiele:
- Das Auftreten von miteinander konkurrierenden höchsten Gebäuden,[2]
- die Dekoration der Moscheen werden miteinander konkurrieren,[3]
- die Leute werden andere auspeitschen,
- manche Frauen werden „angezogen aber nackt“ sein,[4]
- Ehrlichkeit wird schwinden und Lug und Trug wird sich vermehren,
- (Geschlechts-)Krankheiten werden verbreitet sein,
- Ehebrüche werden sich vermehren.[5]

### Zerstörung
Am Jüngsten Tag wird von dem Engel Isrāfīl zweimal in das Horn geblasen. Beim ersten Mal wird jedes Lebewesen sterben. Beim zweiten Mal erwacht jedes Lebewesen zur Abrechnung.

### Auferstehung
Nach dem zweiten Hornstoß werden die Seelen in die Körper zurückgeschickt und alle Menschen und Dschinn werden wieder auferstehen. Danach wird es so vorkommen, als seien sie nur kurz in ihren Gräbern gewesen.